# Ancol (Cineam)
Ancol is een bestuurslaag in het regentschap Tasikmalaya van de provincie West-Java, Indonesië. Ancol telt 2055 inwoners (volkstelling 2010).